# وكالة خدمات الحدود الكندية

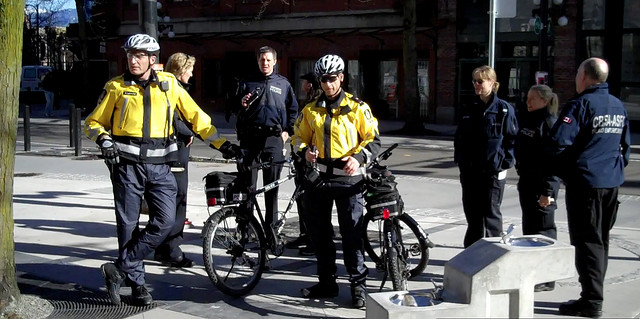
عناصر وكالة خدمات الحدود الكندية (باللباس الداكن) مع شرطة فانكوفر (باللباس الأصفر*

وكالة خدمات الحدود الكندية (بالإنجليزية:  Canada Border Services Agency (CBSA))‏، (بالفرنسية:  (French: Agence des services frontaliers du Canada - ASFC))‏ ) هي وكالة اتحادية مسؤولة عن تنفيذ القوانين المتعلقة بحماية الحدود، والهجرة والجمارك.
تم إنشاء الوكالة في 12 ديسمبر 2003 (في نفس اليوم الذي أصبح فيه بول مارتن رئيس وزراء كندا)، بأمر من مجلس الكندي وذلك بدمج جمارك كندا (بفصلها عن وكالة الجمارك والإيرادات) مع موظفي الحدود التابعين لدائرة الجنسية والهجرة الكندية (CIC) مع وكالة التفتيش الغذائي الكندية. تم تفعيل الوكالة رسميا بقانون وكالة خدمات الحدود الذي حصل على الموافقة الملكية في 3 نوفمبر 2005.
بعد هجمات 11 سبتمبر ضد الولايات المتحدة، وضعت العمليات الحدودية في كندا تحت المجهر بشكل غير مسبوق للحفاظ على الأمن القومي والسلامة العامة. وكان عقد اتفاق الحدود الذكية بين الولايات المتحدة وكندا، التي وضعها جون مانلي وتوم ريدج هدفا للتعاون جهات الحدود الكندية والأمريكية.
تشرف الوكالة على حوالي 1200 نقطة حدودية على طول الحدود الكندية وعلى 39 نقطة خارج البلاد. يعمل بها 12000 موظف حكومي. كما تشغل 119 نقطة حدودية و 13 مكتب في مطارات عالمية لفترة 24 ساعة يوميا. كما تشرف على عمليات 3 موانيء اساسية و 3 مراكز بريد ومرافق اعتقال في كل من لافال وتورونتو وكينغستون وفانكوفر.
وتدير الوكالة جهاز تنفيذ داخلي الذي يلاحق ويسفر أفراد دخلوا كندا بشكل غير قانوني.